# Cinco de Mayo, Tlacolulan
Cinco de Mayo är en ort i Mexiko.   Den ligger i kommunen Tlacolulan och delstaten Veracruz, i den sydöstra delen av landet, 230 km öster om huvudstaden Mexico City. Cinco de Mayo ligger 2 391 meter över havet och antalet invånare är 255.
Terrängen runt Cinco de Mayo är kuperad åt sydost, men åt nordväst är den bergig. Cinco de Mayo ligger uppe på en höjd. Runt Cinco de Mayo är det ganska tätbefolkat, med 172 invånare per kvadratkilometer. Närmaste större samhälle är Banderilla, 14,5 km söder om Cinco de Mayo. I omgivningarna runt Cinco de Mayo växer huvudsakligen savannskog.